# Jesús Miguel Sanz Escorihuela
Jesús Miguel Sanz Escorihuela (Madrid, 24 de septiembre de 1963) es un diplomático español destacado que ha ocupado distintos cargos de alta responsabilidad dentro del Ministerio de Asuntos Exteriores de España y el Servicio Europeo de Acción Exterior. Ha sido embajador en Nueva Zelanda, jefe de la delegación de la Unión Europea en Tailandia,  Consejero Cultural en la Embajada de España en Japón, y actualmente es Cónsul General de España en Houston.

## Formación y primeros años
Sanz Escorihuela es licenciado en Derecho e Ingeniero Agrónomo por la Universidad Complutense de Madrid. Ingresó en la carrera diplomática en 1992. Durante sus primeros años de servicio, desempeñó funciones en diversas representaciones diplomáticas, incluyendo destinos en Tanzania, China y ante organismos multilaterales, así como en el gabinete del Ministro de Asuntos Exteriores.

## Carrera diplomática

### Trayectoria en París y la OCDE
A principios de la década de 2000, Jesús Miguel Sanz Escorihuela trabajó como consejero en la Delegación Permanente de España ante la Organización para la Cooperación y el Desarrollo Económicos (OCDE), con sede en París. Participó en reuniones del Consejo de la OCDE como representante español, contribuyendo a la formulación de políticas económicas y de desarrollo.

### Embajador en Nueva Zelanda
En abril de 2011 fue designado Embajador de España en Nueva Zelanda, con acreditaciones concurrentes ante Fiyi, Samoa, Tonga, Kiribati y las Islas Cook. Durante su mandato, impulsó el fortalecimiento de relaciones políticas y educativas entre España y Oceanía. Fue firmante de un memorando de entendimiento con el sistema universitario neozelandés que facilitó intercambios académicos y programas de cooperación científica.

### Embajador/ Jefe de la Delegación de la Unión Europea en Tailandia
En 2013 fue nombrado jefe de la Delegación de la Unión Europea en Tailandia. Su mandato abarcó un periodo de transición política complejo en el país. Sanz Escorihuela lideró los esfuerzos diplomáticos del bloque europeo en materia de diálogo político, comercio internacional, derechos humanos y lucha contra la pesca ilegal, no declarada y no reglamentada (INDNR).

### Consejero de Cultura y ciencia en la Embajada de España en Japón
En 2020, Jesús Miguel Sanz Escorihuela fue destinado a la Embajada de España en Japón como Consejero Cultural y Científico, donde desempeñó un papel clave en el fortalecimiento de los lazos bilaterales en materia de educación, diplomacia cultural e innovación tecnológica. Durante su misión en Tokio, promovió activamente la colaboración entre universidades japonesas y españolas, el intercambio artístico, y la difusión del idioma y patrimonio español en el país asiático. Su labor contribuyó a la firma de varios acuerdos culturales y a la consolidación de España como socio estratégico en el ámbito académico y científico dentro del contexto nipón.

### Cónsul General en Houston
Desde agosto de 2024 ejerce como Cónsul General de España en Houston, con jurisdicción sobre los estados de Texas, Nuevo México, Luisiana, Oklahoma, Arkansas, Tennessee, Alabama y Misisipi. En esta función, promueve la proyección cultural de España en el sur de los Estados Unidos y mantiene el vínculo institucional con autoridades locales y la comunidad española. Ha estado implicado en iniciativas patrimoniales como la ampliación del reconocimiento del Camino Real de Tierra Adentro como sitio UNESCO.

## Distinciones
Sanz Escorihuela ostenta el rango de Ministro plenipotenciario de Segunda Clase dentro de la carrera diplomática.  Ha sido condecorado con la Orden del Mérito Civil en grado de Encomienda por su servicio a España.